# Wereldkampioenschap schaatsen allround vrouwen 1950
Het elfde Wereldkampioenschap schaatsen allround voor vrouwen werd op 11 en 12  februari 1950 verreden op de Dinamo ijsbaan in Moskou, Sovjet-Unie.
Er deden negentien deelneemsters uit de Sovjet-Unie (12), Finland (2), Polen (2), Tsjechoslowakije (2) en Noorwegen (1), waarvan er negen debuteerden, aan deze editie mee.
Ook dit kampioenschap werd verreden over de afstanden 500m, 3000m, 1000m, en 5000m.
Titelverdedigster Maria Isakova prolongeerde haar titel, en werd de eerste vrouw die drie wereldtitels op rij wist te winnen. 
Haar landgenoten Zinaida Krotova en Rimma Zjoekova werden tweede en derde.

## Afstandsmedailles
| Afstand | Goud ·           | Zilver ·         | Brons ·            |
| ------- | ---------------- | ---------------- | ------------------ |
| 500m    | Maria Isakova    | Sofia Kondakova  | Randi Thorvaldsen  |
| 3000m   | Rimma Zjoekova   | Tatjana Karelina | Maria Isakova      |
| 1000m   | Tatjana Karelina | Rimma Zjoekova   | Olga Akifjeva      |
| 5000m   | Zinaida Krotova  | Maria Isakova    | Margarita Antonova |

## Klassement
| Rang   | Schaatsster            | Land              | Punten  | 500m          | 3000m       | 1000m       | 5000m          |
| ------ | ---------------------- | ----------------- | ------- | ------------- | ----------- | ----------- | -------------- |
| Goud   | Maria Isakova          | Sovjet-Unie       | 230,990 | 49,9 (1)      | 5.39,6 (3)  | 1.53,8 (7)  | 11.15,9 (2)    |
| Zilver | Zinaida Krotova        | Sovjet-Unie       | 232,857 | 51,3 (9)      | 5.43,3 (4)  | 1.54,1 (8)  | 11.12,9 (1)    |
| Brons  | Rimma Zjoekova         | Sovjet-Unie       | 233,413 | 50,8 (4)      | 5.36,8 (1)  | 1.52,0 (2)  | 11.44,8 (6)    |
| 4      | Margarita Antonova     | Sovjet-Unie       | 236,767 | 51,4 (10)     | 5.50,5 (9)  | 1.56,7 (11) | 11.26,0 (3)    |
| 5      | Maria Anikanova        | Sovjet-Unie       | 237,250 | 51,1 (8)      | 5.55,8 (10) | 1.54,2 (9)  | 11.37,5 (5)    |
| 6      | Tatjana Karelina       | Sovjet-Unie       | 237,587 | 52,6 (13)     | 5.38,8 (2)  | 1.49,2 (1)  | 12.19,2 (9)    |
| 7      | Marianna Valovova      | Sovjet-Unie       | 238,207 | 51,0 (5)      | 6.04,6 (14) | 1.53,6 (5)  | 11.36,4 (4)    |
| 8      | Olga Akifjeva          | Sovjet-Unie       | 238,953 | 51,0 (5)      | 5.44,3 (5)  | 1.52,4 (3)  | 12.23,7 (10)   |
| 9      | Randi Thorvaldsen      | Noorwegen         | 241,373 | 50,4 (3)      | 5.47,6 (6)  | 1.55,0 (10) | 12.35,4 (12)   |
| 10     | Zoja Cholsjtsjevnikova | Sovjet-Unie       | 244,233 | 51,0 (5)      | 5.49,1 (8)  | 1.52,8 (4)  | 13.06,5 * (14) |
| 11     | Eevi Huttunen          | Finland           | 244,840 | 52,3 (12)     | 6.03,9 (12) | 1.57,7 (13) | 12.10,4 (8)    |
| 12     | Sofia Kondakova        | Sovjet-Unie       | 246,183 | 50,3 (2)      | 5.48,2 (7)  | 1.57,0 (12) | 13.13,5 (16)   |
| 13     | Nina Avdonina          | Sovjet-Unie       | 250,903 | 1.01,7 * (18) | 6.04,4 (13) | 1.53,6 (5)  | 11.56,7 (7)    |
| 14     | Jevgenia Ponomareva    | Sovjet-Unie       | 252,483 | 52,2 (11)     | 5.59,6 (11) | 1.59,6 (15) | 13.25,5 (18)   |
| 15     | Margit Laakso          | Finland           | 254,333 | 54,3 (14)     | 6.16,7 (16) | 1.59,5 (14) | 12.55,0 (13)   |
| 16     | Libuse Hanzlíková      | Tsjecho-Slowakije | 261,637 | 57,3 (15)     | 6.09,4 (15) | 2.05,8 (17) | 13.18,7 (17)   |
| 17     | Jadwiga Glazewska      | Polen             | 262,073 | 59,6 (16)     | 6.36,5 (17) | 2.03,9 (16) | 12.24,4 (11)   |
| 18     | Marcela Vávrová        | Tsjecho-Slowakije | 274,910 | 1.01,4 (17)   | 6.41,1 (18) | 2.15,5 (18) | 13.09,1 (15)   |
| 19     | Krystyna Sedzimir      | Polen             | 296,390 | 1.14,8 * (19) | 7.08,4 (19) | 2.18,9 (19) | 13.27,4 (19)   |

* = met val
NC = niet gekwalificeerd
NF = niet gefinisht
NS = niet gestart
DQ = gediskwalificeerd
Vet gezet = kampioenschapsrecord